# Birthright Armenia
Birthright Armenia (en Arménien Դեպի Հայք, Depi Hayk) est un programme de volontariat qui offre à ses participants le remboursement des frais de voyage afin de venir participer au développement de l’Arménie.
Pour être volontaire avec Birthright Armenia, le candidat doit être d'origine arménienne (au moins un des grands-parents doit être arménien), avoir entre 21 et 32 ans et être diplômé de l'enseignement secondaire. 

## Présentation de l’organisation
Birthright Armenia a été créé en 2003 par Edele Hovnanian, qui s'est rendu compte que chaque Arménien devait avoir la possibilité de s'immerger en Arménie pour comprendre son peuple, sa culture et ses luttes. L'organisation a notamment pour objectif de renforcer les liens entre l'Arménie et les jeunes Arméniens de la diaspora en leur donnant l'occasion de participer à la vie quotidienne de leurs compatriotes arméniens. En 2007, l'organisation a élargi sa présence en ouvrant un bureau à Gyumri. En 2012, afin de soutenir la transition des anciens volontaires qui s'installent en Arménie, le programme "Pathway to Armenia" a été lancé, qui fournit une aide à l'hébergement et à la recherche d'emploi. En 2013, Birthright Armenia a continué à élargir sa portée en ouvrant un bureau à Vanadzor. En 2015, le programme a franchi une étape importante en atteignant 1 000 participants.

## Le programme
Les participants doivent s'engager à effectuer un minimum de 30 heures de bénévolat hebdomadaire ou un stage universitaire, tout en ayant la possibilité de résider dans des familles d'accueil locales. L'organisation offre une variété d'opportunités de volontariat parmi plus de 1 300 organisations partenaires dans des secteurs tels que l'architecture, le marketing, le tourisme, la santé, l'agriculture, les technologies de l'information et les affaires. Le programme comprend également des excursions hebdomadaires, des cours de langue arménienne au bureau et des forums hebdomadaires avec des intervenants invités qui abordent différents sujets concernant l'Arménie.

## Éligibilité

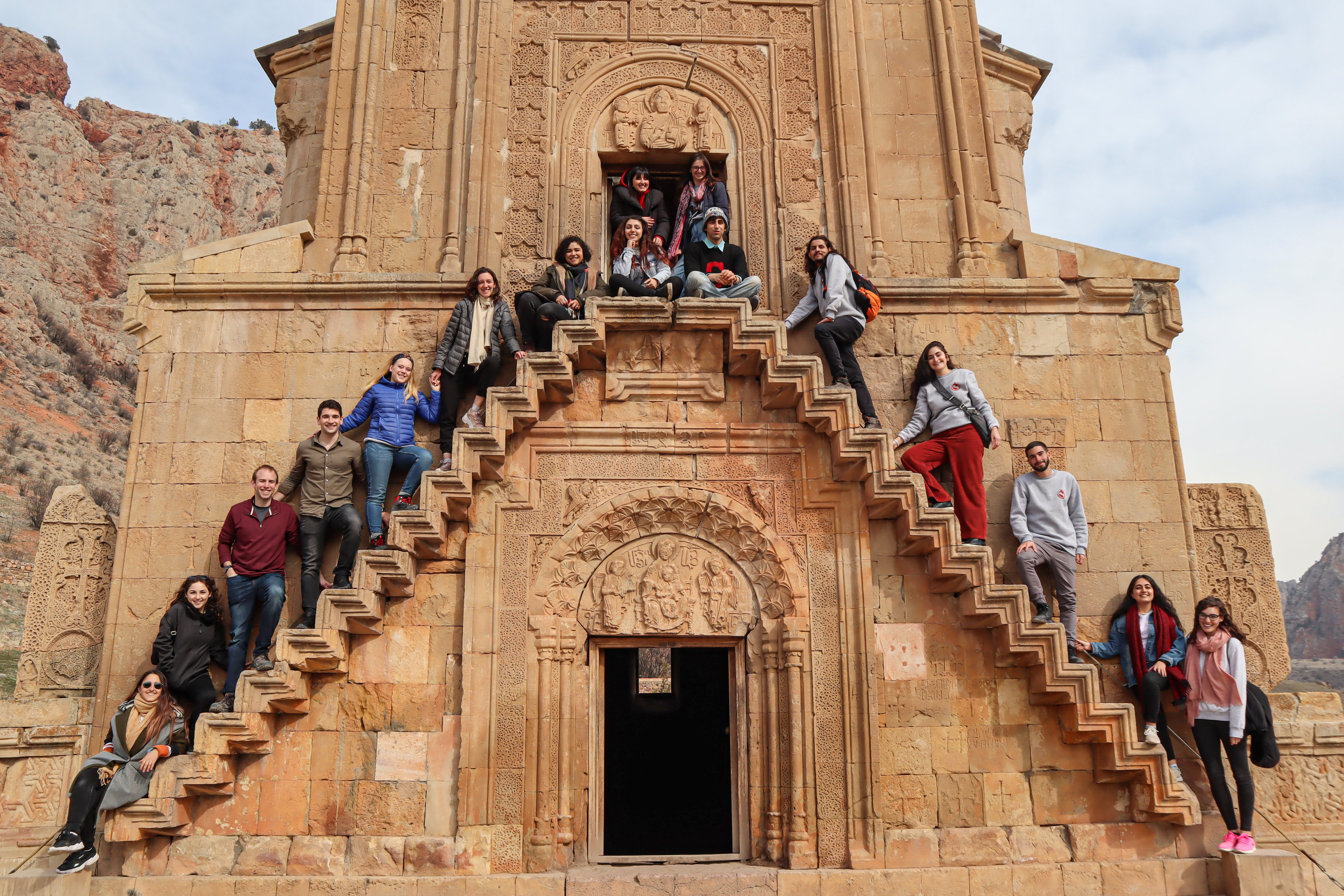
Les volontaires de Birthright Armenia pendant une excursion au monastère de Noravank, Mars 2020

Pour participer, les candidats doivent avoir au moins un grand-parent de nationalité arménienne. Ils doivent également être âgés de 21 à 32 ans, avoir obtenu un diplôme d'études secondaires et remplir les conditions de résidence (prouver qu'ils sont nés hors d'Arménie ou qu'ils ont quitté l'Arménie avant l'âge de 15 ans et qu'ils ont vécu à l'étranger pendant au moins 10 ans). Les candidats qui résident principalement en Arménie depuis plus de trois ans ne sont pas éligibles. Les participants doivent s'engager à rester au moins 9 semaines.

### Birthright Lite
L'organisation propose une autre option aux professionnels travaillant à temps plein, quel que soit leur âge, qui disposent de peu de temps pour s'absenter de leur travail. Ils peuvent se porter volontaires pour un séjour de quatre à neuf semaines dans le pays. Les participants à Birthright Lite paient les frais de voyage, d'hébergement ou de famille d'accueil.

## Anciens bénévoles

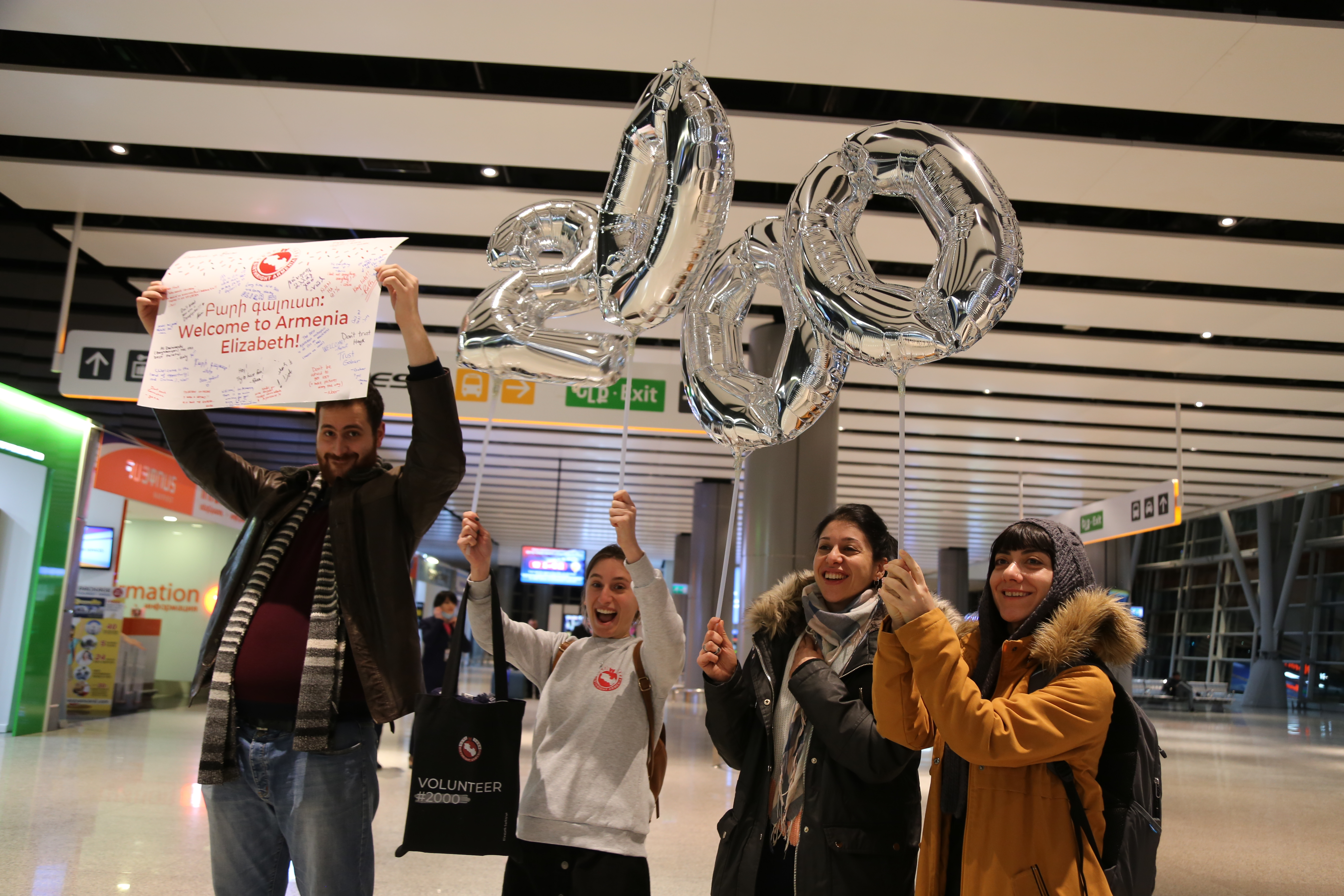
Rencontre avec le 2000e volontaire à l’aéroport international de Zvartnots, février 2020

Birthright Armenia dispose d'un réseau d'anciens bénévoles de plus de 3 000 personnes originaires de 57 pays, dont 300 se sont rapatriés en Arménie. L'organisation soutient les initiatives des anciens participants par le biais de bourses "Next Step", qui permettent aux anciens bénévoles d'avoir un impact positif en Arménie et dans le monde. Birthright Armenia soutient également ceux qui souhaitent rester en Arménie à la fin de leur programme. Les diplômés peuvent bénéficier d'un logement temporaire gratuit, ainsi que d'une aide à l'emploi, de consultations régulières avec des membres du personnel et d'un accès à un réseau de rapatriés expérimentés.

## Organisations similaires
Il existe des organisations partageant les mêmes objectifs comme Birthright Israel, qui offre des possibilités d’échanges culturels et éducatifs liées à l’histoire et la culture juive, et IrishWay qui organise des voyages en Irlande pour les étudiants américains d’origine irlandaise.